# 生平町
生平町（おいだいらちょう）は愛知県岡崎市大平地区の町名。丁番を持たない単独町名であり、34の小字が設置されている。

## 地理
岡崎市の地理的中央部に位置する。町内には男川が流れている。住宅地・水田が河川沿岸に形成されている。その他は基本的に森林である。町域内に小字が配されているが丁番は振られていない。

### 小字
| - 字井ノ上荒子（いのうえあらこ） - 字岩倉（いわくら） - 字大保毛（おおほげ） - 字門田（かどた） - 字上屋敷（かみやしき） - 字北市場（きたいちば） - 字吉畑（きっばた） - 字甲出シ（こうだし） - 字小土記（こどき） - 字駒ケ入（こまがいり） - 字才神（さいがみ） - 字坂左右田（さかそうだ） - 字信濃坂（しなのざか） - 字下屋敷（しもやしき） - 字新田道南（しんでんみちみなみ） - 字塔ノ本（とうのもと） - 字道場平地（どうじょうひらち） | - 字中屋敷（なかやしき） - 字西河原（にしかわはら） - 字西新田（にししんでん） - 字西高根（にしたかね） - 字バラ坪（ばらつぼ） - 字東高根（ひがしたかね） - 字東野（ひがしの） - 字鶸場（ひわば） - 字藤下（ふじした） - 字保毛（ほげ） - 字細田（ほそだ） - 字堀切（ほりきり） - 字曲り（まがり） - 字溝畔（みぞぐろ） - 字南市場（みなみいちば） - 字宮西（みやにし） - 字杢渕（もくぶち） |

## 世帯数と人口
2019年（令和元年）5月1日現在の世帯数と人口は以下の通りである。
| 町丁   | 世帯数  | 人口  |
| ------ | ------- | ----- |
| 生平町 | 175世帯 | 486人 |

### 人口の変遷
国勢調査による人口の推移
| 1995年（平成7年）  | 470人 | [ 5 ] |  |
| 2000年（平成12年） | 468人 | [ 6 ] |  |
| 2005年（平成17年） | 439人 | [ 7 ] |  |
| 2010年（平成22年） | 463人 | [ 8 ] |  |
| 2015年（平成27年） | 477人 | [ 9 ] |  |

## 小・中学校の学区
市立小・中学校に通う場合、学区は以下の通りとなる。
| 番・番地等 | 小学校             | 中学校             |
| ---------- | ------------------ | ------------------ |
| 全域       | 岡崎市立生平小学校 | 岡崎市立河合中学校 |

## 歴史
1889年10月1日に新設合併で茅原沢村、岩戸村、古部村、才熊村、秦梨村、須淵村、生平村、切越村、蓬生村で合併し、河合村となった。そして1955年2月1日に岩津町、福岡町、本宿村、山中村、藤川村、竜谷村、河合村、常磐村の残部が岡崎市に編入された。その後、1997年6月1日に、住居表示の実施により、字西高根の一部が、茅原沢町字茅生の一部となっている。

### 生平町大火
1961年3月9日。この日は数日来の好天のため異常乾燥注意報が出されていた。午後1時40分頃、生平町の一角から火の手が上がり、風にあおられて次々と草屋根の家に燃え移った。消防車50台が駆けつけたが、手の施しようがなく、被災世帯37棟、被災者51名、死者1名、負傷者7名を数え、近郊農村地帯の火災では空前の大火となった。現在でもこの教訓は生かされ、生平小学校では「生平ふるさとカルタ」を詠み上げることで火災の恐ろしさを語り継いでいる。

## 交通
- 愛知県道37号岡崎作手清岳線（男川せせらぎ道）
- 愛知県道324号生平幸田線

## 施設

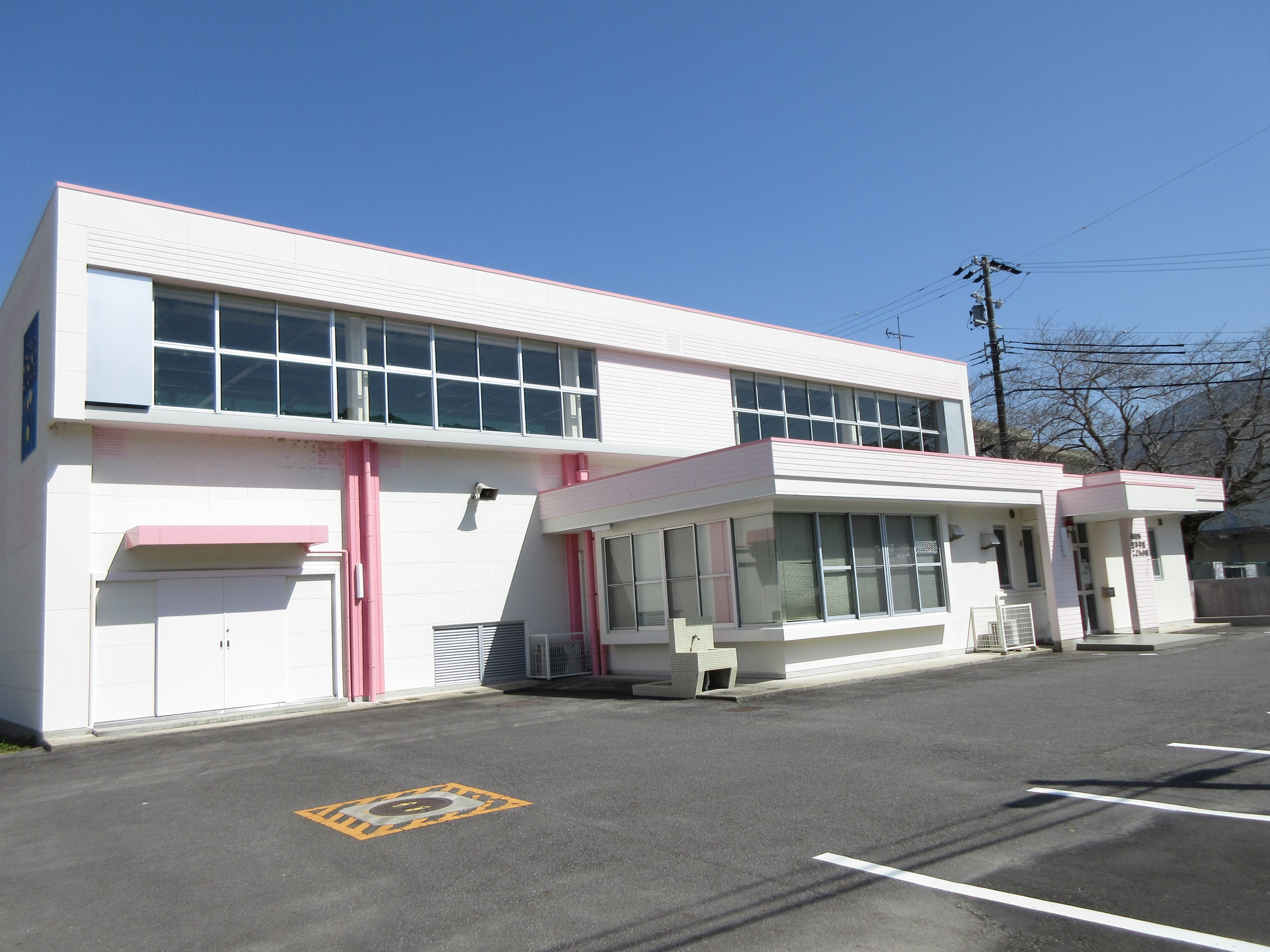
生平学区こどもの家

- 岡崎市立生平小学校
- 岡崎生平学区市民ホーム
- 生平学区こどもの家
- 生平保育園
- 岡崎ゴルフ倶楽部
- 不退寺
- ファミリーマート岡崎生平町店

## その他

### 日本郵便
- 郵便番号 : 444-3334[3]（集配局：岡崎郵便局[12]）。

## 参考資料
- 「角川日本地名大辞典」編纂委員会 編『角川日本地名大辞典 23 愛知県』角川書店、1989年3月8日。ISBN 4-04-001230-5。
- 有限会社平凡社地方資料センター 編『日本歴史地名体系第23巻 愛知県の地名』平凡社、1981年。ISBN 4-582-49023-9。